# Marmur z Purbeck

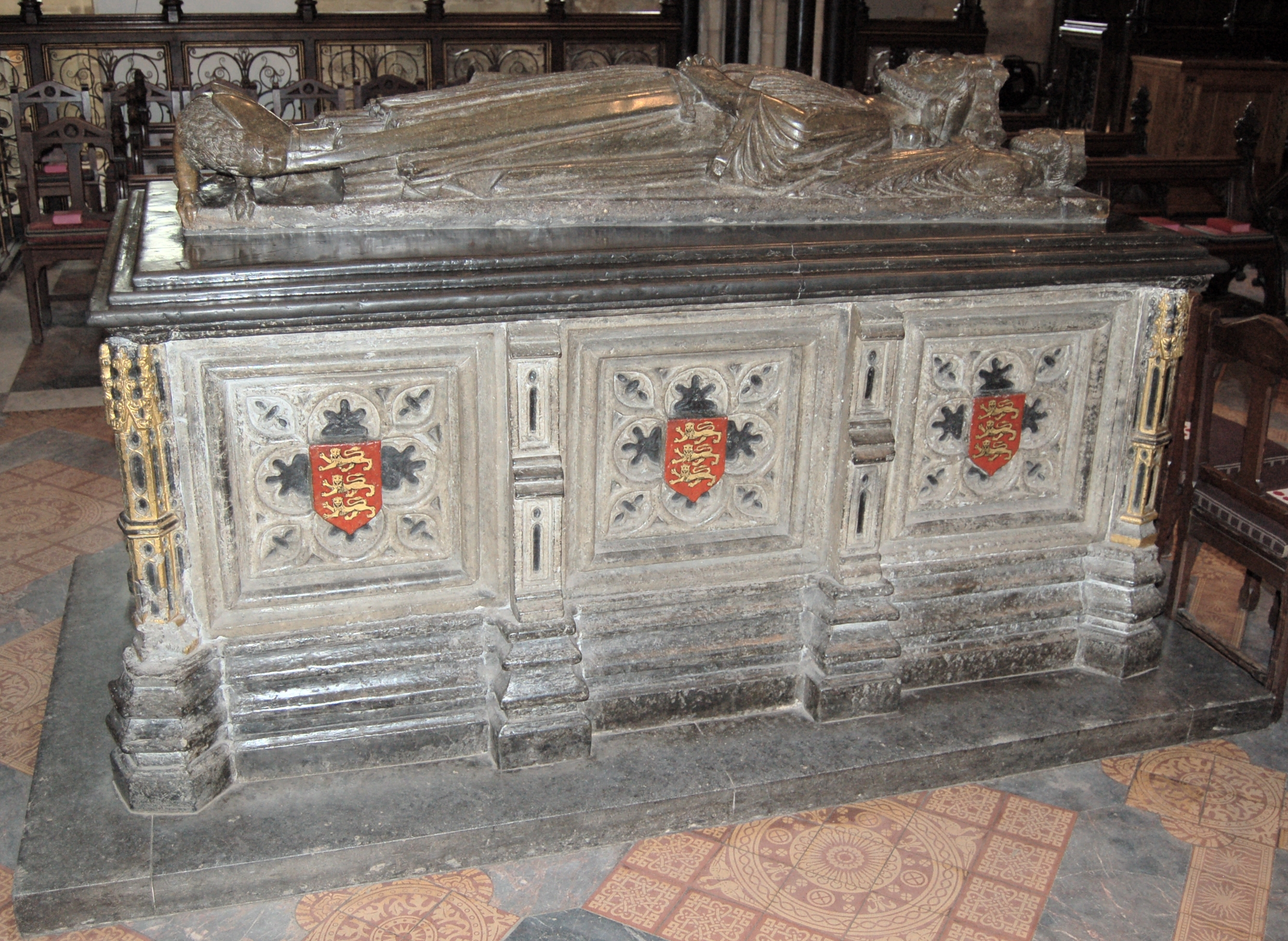
Nagrobek króla Anglii Jana bez Ziemi, wykonany z marmuru z Purbeck w katedrze w Worcesterze

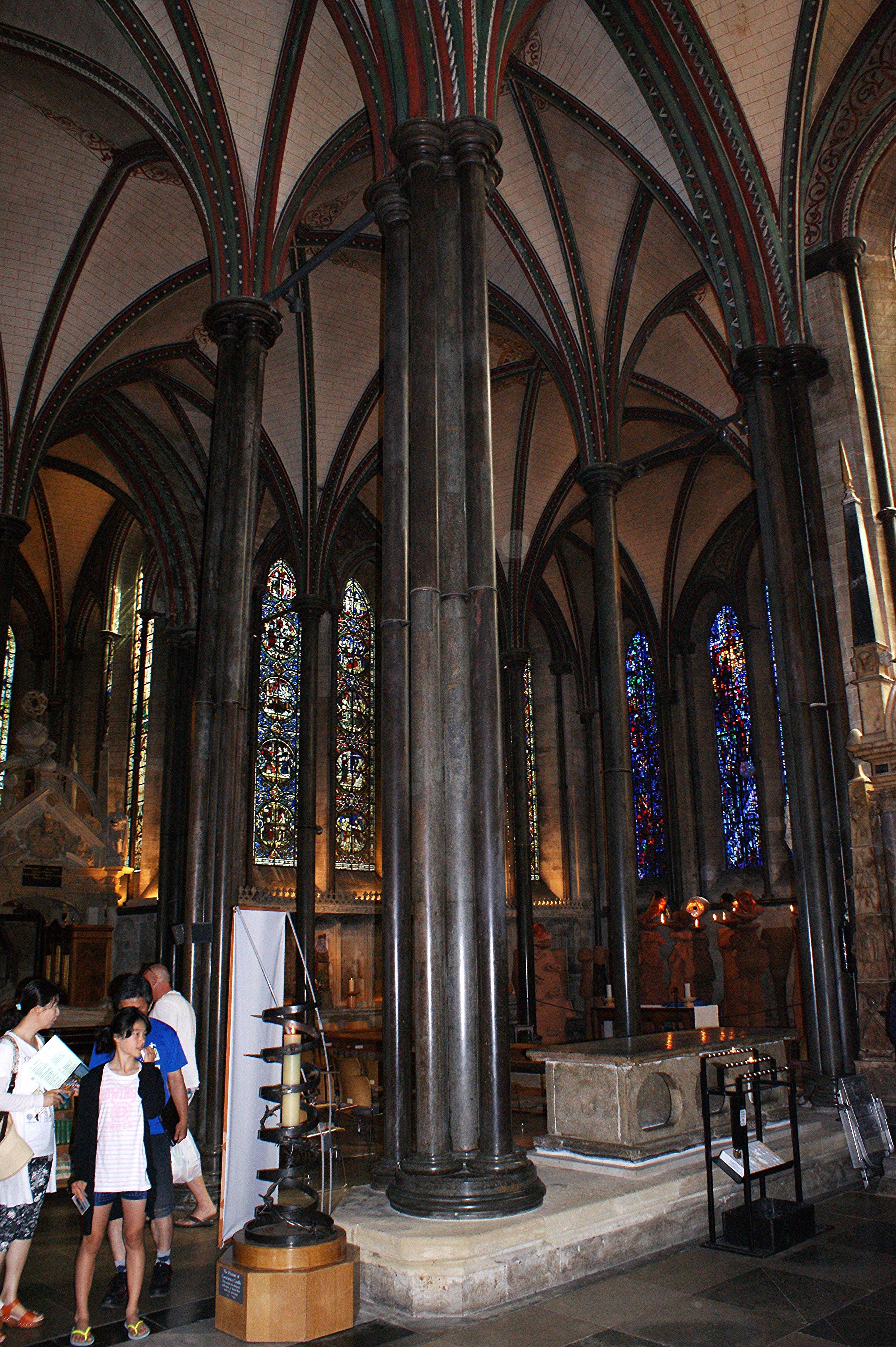
Kolumny z marmuru z Purbeck w katedrze w Salisbury

Marmur z Purbeck (ang. Purbeck marble) – krystaliczny wapień pochodzący z okresu kredy, wydobywany na półwyspie Purbeck w Anglii, wykorzystywany w kamieniarstwie i budownictwie na Wyspach Brytyjskich. Nazwa „marmur” jest zwyczajowa i powstała ze względu na fakt, iż skała ta uzyskuje bardzo dobry poler, co upodabnia ją pod względem wyglądu do marmuru.

## Historia wydobycia i zastosowania
Marmur z Purbeck wydobywano na półwyspie Purbeck w hrabstwie Dorset w Anglii, w pobliżu zamku Corfe. Stanowił najbliższy ekwiwalent marmuru na Wyspach Brytyjskich i z tego powodu znalazł tam szerokie zastosowanie w tamtejszym kamieniarstwie. Jego popularność wynikała z dużych kosztów transportu marmuru zza morza. Dowody jego zastosowania pochodzą już z okresu rzymskiego (z I w. n.e.), a nie ma powodów wątpić, że jego wydobycie następowało także wcześniej. 
W średniowieczu istniały liczne warsztaty zajmujące się jego obróbką. Znajdowały się głównie w południowej Anglii (zwłaszcza w pobliżu miejsca jego wydobywania) i w Londynie. Materiał używano głównie do wykonywania płyt nagrobnych. Z marmuru z Purbeck wykonano m.in. sarkofag uznawany za pierwotne miejsce spoczynku króla Anglii Edwarda Męczennika w Wareham, a także nagrobek króla Jana bez Ziemi w Worcester. Używano go także do wykonywania innych elementów kamieniarki, rzeźb i zdobień wykorzystywanych przy budowie głównie kościołów. Był dobrem luksusowym, szczególnie popularnym w angielskiej architekturze gotyckiej. Użyto go m.in. przy budowie pałacu arcybiskupów Canterbury w XII w. oraz licznych katedr tej epoki. Jego popularność zaczęła spadać w XV w., gdy zaczął go zastępować alabaster, nadal jednak go używano.